# クリス・マリン
クリストファー・ポール・マリン（Christopher Paul Mullin, 1963年7月30日 - ）はアメリカ合衆国のニューヨーク市ブルックリン区出身の元バスケットボール選手。ニューヨーク、セント・ジョンズ大学出身。NBAのゴールデンステート・ウォリアーズで大半を過ごした左利きの名シューター。1984年のロス五輪、1992年のバルセロナ五輪の金メダリスト。ポジションはスモールフォワード。現在は母校のセント・ジョンズ大学のヘッドコーチを務めている。
2011年には、アメリカ大学バスケットボール殿堂、さらにネイスミス・メモリアル・バスケットボール殿堂に選出された。

## 経歴
少年時代から練習熱心で、ニューヨーク近辺では名の知られた選手だった。大学4年間で平均得点は19.5。3年生の時にはマイケル・ジョーダン、パトリック・ユーイングらとともに米国代表としてロサンゼルスオリンピックに出場し、金メダルを獲得した。4年生時にはウッデン賞を受賞した。
大学を卒業すると1985年のNBAドラフトでゴールデンステート・ウォリアーズから全体7位で指名された。1年目の平均得点は14点だった。フリースロー成功率は89.6パーセントで、これは新人としてはリーグ史上2番目に高い数字だった。
プロ入り3年目に入る頃、マリンはアルコール依存症の問題を抱えていた。ドン・ネルソン監督の勧めによりアルコール中毒治療のプログラムを受け、22試合欠場したのち復帰を果たした。このシーズンの平均得点は20点を越えた。
マリン入団以来のチーム成績は勝率5割前後で、1988年には20勝62敗まで落ち込んだものの、翌シーズンにミッチ・リッチモンド、さらに次のシーズンにティム・ハーダウェイがチーム入りし、1990年代のウォリアーズを支える人材が集まっていた。
1990年代に入る頃には、マリンとリッチモンド、ハーダウェイの3人はランTMC（3人のファーストネーム、ティム(T)、ミッチ(M)、クリス(C)）と呼ばれ、それぞれがシーズン平均20得点以上を上げた。3人の能力とネルソン監督の速攻重視の戦術により、ウォリアーズはリーグで最も得点力の高いチームになっていた。マリンは1989年に平均26.5点でリーグ5位、以降も数シーズンにわたり平均得点で10位以内に入った。1992年にはオールNBAファーストチームに選出された。
このシーズンが終了すると、マリンはドリームチームの一員として1992年バルセロナオリンピックに出場、金メダルを獲得した。
ウォリアーズは1992年に55勝27敗、1994年には50勝32敗の好成績を残したがプレーオフでは勝ち残れず、1994-95シーズン序盤でネルソン監督が辞任して以降は数シーズンの間勝率5割以下のチームになった。マリンは右親指の靭帯断裂により1992-93シーズンの半分近くを欠場。1994-95以降も脚の怪我などで多くの試合に欠場するなど、マリンの個人成績は低下していた。1996-97シーズン終了後、マリンはインディアナ・ペイサーズにトレードされた。
ペイサーズの監督は、かつてのライバルでもありドリームチームのメンバーでもあったラリー・バードだった。この頃のマリンは既に30代の半ばになっており、次第に中心的な選手からベンチからチームを助ける役割へと変化していった。ペイサーズ3年目の1999-2000シーズンにはマリンが出場したのは47試合、うち先発したのは2試合のみだった。出場時間が明らかに少なくなると、マリンはバード監督に対し間接的な不満を表明したこともあった。
ペイサーズがNBAファイナルに出場した1999-2000シーズンが終了すると、マリンは古巣のゴールデンステート・ウォリアーズに復帰した。そこで20試合に出場し、それを最後に引退した。引退後のマリンは、スペシャル・アシスタントコーチの職を得てウォリアーズにフロント入りした。
生涯平均得点は18.2、生涯通算得点は17,911点。生涯通算出場数は986試合で、うちウォリアーズの選手として試合に出た807試合はチーム史上最多。生涯通算スティール数は1,530で、うちウォリアーズで上げた1,334本もチーム記録。NBAオールスターゲームには5度選出された。1991年と1992年には出場時間がリーグ最多。現役時代には「ゴッド・ハンド」との異名を持つ名シューターとして知られ、スリーポイントシュートの成功数や成功率、フリースローの成功率はしばしばリーグ上位に入った。1998年のフリースロー成功率93.9パーセントはリーグ首位。
少年時代の憧れだったジョン・ハブリチェックにあやかり、背番号は17だった。妻との間に3人の息子を持つ。マリンはテニスファンでもあり、ジョン・マッケンローやブラッド・ギルバートの友人である。
2012年3月、ゴールデンステート・ウォリアーズはマリンの背番号17を永久欠番とした。

## 個人成績

### レギュラーシーズン
| シーズン     | チーム       | GP  | GS  | MPG  | FG%  | 3P%   | FT%  | RPG | APG | SPG | BPG | TO  | PPG  |
| ------------ | ------------ | --- | --- | ---- | ---- | ----- | ---- | --- | --- | --- | --- | --- | ---- |
| 1985–86      | GSW          | 55  | 30  | 25.3 | .463 | .185  | .896 | 2.1 | 1.9 | 1.3 | .4  | 1.4 | 14.0 |
| 1986–87      | GSW          | 82  | 82  | 29.0 | .514 | .302  | .825 | 2.2 | 3.2 | 1.2 | .4  | 1.9 | 15.1 |
| 1987–88      | GSW          | 60  | 55  | 33.9 | .508 | .351  | .885 | 3.4 | 4.8 | 1.9 | .5  | 2.6 | 20.2 |
| 1988–89      | GSW          | 82  | 82  | 37.7 | .509 | .230  | .892 | 5.9 | 5.1 | 2.1 | .5  | 3.6 | 26.5 |
| 1989–90      | GSW          | 78  | 78  | 36.3 | .536 | .372  | .889 | 5.9 | 4.1 | 1.6 | .6  | 3.1 | 25.1 |
| 1990–91      | GSW          | 82  | 82  | 40.4 | .536 | .301  | .884 | 5.4 | 4.0 | 2.1 | .8  | 3.0 | 25.7 |
| 1991–92      | GSW          | 81  | 81  | 41.3 | .524 | .366  | .833 | 5.6 | 3.5 | 2.1 | .8  | 2.5 | 25.6 |
| 1992–93      | GSW          | 46  | 46  | 41.3 | .510 | .451  | .810 | 5.0 | 3.6 | 1.5 | .9  | 3.0 | 25.9 |
| 1993–94      | GSW          | 62  | 39  | 37.5 | .472 | .364  | .753 | 5.6 | 5.1 | 1.7 | .9  | 2.9 | 16.8 |
| 1994–95      | GSW          | 25  | 23  | 35.6 | .489 | .452  | .879 | 4.6 | 5.0 | 1.5 | .8  | 3.7 | 19.0 |
| 1995–96      | GSW          | 55  | 19  | 29.4 | .499 | .393  | .856 | 2.9 | 3.5 | 1.4 | .6  | 2.2 | 13.3 |
| 1996–97      | GSW          | 79  | 63  | 34.6 | .553 | .411  | .864 | 4.0 | 4.1 | 1.6 | .4  | 2.4 | 14.5 |
| 1997–98      | IND          | 82  | 82  | 26.5 | .481 | .440  | .939 | 3.0 | 2.3 | 1.2 | .5  | 1.4 | 11.3 |
| 1998–99      | IND          | 50  | 50  | 23.6 | .477 | .465  | .870 | 3.2 | 1.6 | .9  | .3  | 1.2 | 10.1 |
| 1999-00      | IND          | 47  | 2   | 12.4 | .428 | .409  | .902 | 1.6 | .8  | .6  | .2  | .6  | 5.1  |
| 2000–01      | GSW          | 20  | 8   | 18.7 | .340 | .365  | .857 | 2.1 | 1.0 | .8  | .5  | 1.0 | 5.8  |
| 通算：16年   | 通算：16年   | 986 | 822 | 32.6 | .509 | .384  | .865 | 4.1 | 3.5 | 1.6 | .6  | 2.3 | 18.2 |
| オールスター | オールスター | 4   | 2   | 19.5 | .500 | 1.000 | .875 | 2.0 | 2.0 | 1.0 | .3  | 1.3 | 8.3  |

- 1998-99シーズンは50試合で打ち切り
- 1993年のNBAオールスターゲーム（英語版）は選出されながら不出場

### プレーオフ
| シーズン  | チーム    | GP | GS | MPG  | FG%  | 3P%  | FT%  | RPG | APG | SPG | BPG | TO  | PPG  |
| --------- | --------- | -- | -- | ---- | ---- | ---- | ---- | --- | --- | --- | --- | --- | ---- |
| 1987      | GSW       | 10 | 10 | 26.2 | .500 | .750 | .750 | 1.5 | 2.3 | .9  | .2  | 1.6 | 11.3 |
| 1989      | GSW       | 8  | 8  | 42.6 | .540 | .125 | .866 | 5.9 | 4.5 | 1.8 | 1.4 | 4.0 | 29.4 |
| 1991      | GSW       | 8  | 8  | 45.8 | .527 | .692 | .860 | 7.3 | 2.9 | 1.9 | 1.5 | 3.1 | 23.8 |
| 1992      | GSW       | 4  | 4  | 42.0 | .429 | .333 | .929 | 3.0 | 3.0 | 1.3 | .5  | 2.0 | 17.8 |
| 1994      | GSW       | 3  | 3  | 45.0 | .588 | .500 | .909 | 4.7 | 3.7 | .0  | 1.7 | 2.3 | 25.3 |
| 1998      | IND       | 16 | 16 | 25.8 | .460 | .385 | .857 | 3.6 | 1.4 | .9  | .6  | 1.5 | 8.9  |
| 1999      | IND       | 13 | 13 | 21.8 | .410 | .400 | .870 | 1.5 | 1.2 | .8  | .2  | 1.5 | 9.5  |
| 2000      | IND       | 9  | 1  | 10.0 | .476 | .250 | .818 | 1.6 | .6  | .7  | .1  | .4  | 3.4  |
| 出場：8回 | 出場：8回 | 71 | 63 | 29.0 | .495 | .409 | .859 | 3.3 | 2.1 | 1.0 | .6  | 1.9 | 13.8 |